# Thief River Falls
La ville de Thief River Falls est le siège du comté de Pennington, dans l’État du Minnesota, aux États-Unis. Lors du recensement de 2000, elle comptait 8 410 habitants.

## Presse
Le journal local est le Thief River Falls Times.

## Source
- (en) Cet article est partiellement ou en totalité issu de l’article de Wikipédia en anglais intitulé « Thief River Falls, Minnesota » (voir la liste des auteurs).